# Хто вбив Сару?
Хто вбив Сару?  (ісп. ¿Quién mató a Sara?) — мексиканський телесеріал в жанрі драматичний трилер, створений Перро Азулом для Netflix.
У головних ролях: Маноло Кардона, Кароліна Міранда, Хінес Гарсія Мільян, Клаудія Рамірес, Еухеніо Сіллер, Алехандро Нонес. 
Трейлер серіалу вийшов 19 лютого 2021 року. Прем'єра серіалу відбулася 24 березня 2021 року. 
26 березня 2021 року Netflix підтвердив, що серіал продовжено на другий сезон, який вийшов 19 травня 2021 року. 
Третій і останній сезон вийшов 18 травня 2022 року.
Перший сезон серіалу став найкращою неангломовною прем’єрою в історії Netflix у США (приблизно 55 мільйонів облікових записів).

## Синопсис
Алекс зациклений на помсті й прагненні довести, що його підставили в справі про вбивство його сестри. Він дізнається набагато більше, ніж просто ім’я вбивці.

### 1 сезон
Після 18 років у в’язниці за вбивство своєї сестри Сари Алекс виходить на волю, щоб помститися сім’ї Ласкано, яка підставила його заради власної репутації.

### 2 сезон
Щоб добитися помсти, Алекс має відкрити темну сторону своєї сестри та змиритися з тим, що він ніколи не знав справжньої Сари.

### 3 сезон
В останньому сезоні, де вороги стають союзниками, Алекс отримує відповідь на питання, яке довго його мучило: що насправді сталося із Сарою?

## Актори та ролі
| Актор                | Роль                                        |
| -------------------- | ------------------------------------------- |
| Маноло Кардона       | Алехандро «Алекс» Гусман Залдівар           |
| Лео Делуліо          | Алехандро «Алекс» Гусман Залдівар (молодий) |
| Кароліна Міранда     | Еліза Ласкано Толедо                        |
| Хінес Гарсія Мільян  | Сезар Ласкано                               |
| Клаудія Рамірес      | Маріана Толедо де Ласкано                   |
| Алехандро Нонес      | Родольфо Ласкан                             |
| Андрес Байда         | Родольфо Ласкано (молодий)                  |
| Еухеніо Сіллер       | Хосе Марія «Чема» Ласкано                   |
| Поло Морен           | Хосе Марія «Чема» Ласкано (молодий)         |
| Хімена Ламадрід      | Сара Гусман Залдівар / Лусія Ласкано Гусман |
| Ана Люсія Домінгес   | Софія де Ласкано                            |
| Луїс Роберто Гусман  | Лоренцо Россі (1–2 сезони)                  |
| Фатіма Моліна        | Клара Фернандес Гальвес (1–2 сезони)        |
| Хуан Карлос Ремоліна | Серхіо Ернандес                             |
| Іньякі Годой         | Бруно Ласкано                               |
| Ектор Хіменес        | Елрой Сілва (1–2 сезони)                    |
| Марко Сапата         | Елрой Сілва (молодий)                       |
| Марко Тревіно        | Флор Санчес                                 |
| Літсі                | Маріфер Фернандес Гальвес (1-2 сезони)      |
| Ела Вельден          | Маріфер (молода)                            |
| Матіас Новоа         | Нікандро Гомеса                             |
| Мартін Сарачо        | Нікандро (молодий)                          |
| Мар Каррера          | Люсія Гусман                                |
| Жан Рено             | Рейнальдо Гомес де ла Кортіна               |
| Ребекка Джонс        | Фріда де Гомес                              |
| Майте Перроні        | Альми Соларес                               |
| Габріела де ла Гарса | Даніела Гомес                               |
| Клодет Майє          | офіцер                                      |

## Сезони
| Сезон | Епізоди | Епізоди | Оригінальний показ | Оригінальний показ |
| Сезон | Епізоди | Епізоди | Перший показ       | Останній показ     |
| ----- | ------- | ------- | ------------------ | ------------------ |
| 1     | 10      | 10      | 24 березня 2021    | 24 березня 2021    |
| 2     | 8       | 8       | 19 червня 2021     | 19 червня 2021     |
| 3     | 7       | 7       | 18 травня 2022     | 18 травня 2022     |

### Сезон 1 (2021)
| № | #  | Назва                                                      | Режисер    | Сценарист                                   | Перший ефір у США |
| --- | -- | ---------------------------------------------------------- | ---------- | ------------------------------------------- | ----------------- |
| 1 | 1  | «Це була не помилка» «No fue un error»                     | Девід Руїс | Хосе Ігнасіо Валенсуела, Розаріо Валенсуела | 24 березня 2021   |
| Алекс робить перший крок до помсти сім’ї Ласкано на вечірці з нагоди призначення Родольфо генеральним директором. Особа на прізвисько Діана-мисливиця пропонує допомогу.  |    |                                                            |            |                                             |                   |
| 2 | 2  | «Погані люди» «Gente mala»                                 | Девід Руїс | Хосе Ігнасіо Валенсуела, Розаріо Валенсуела | 24 березня 2021   |
| Сесар відмовляється розповідати Елізі, що сталося із Сарою 18 років назад, тому вона звертається до Алекса. Чема й Лоренцо починають шукати сурогатну матір.              |    |                                                            |            |                                             |                   |
| 3 | 3  | «Люблю, Сара» «Cariños, Sara»                              | Девід Руїс | Хосе Ігнасіо Валенсуела, Розаріо Валенсуела | 24 березня 2021   |
| Маріані поштою надсилають моторошне нагадування про злочин. Виявляється, що Сара знала про секрет Чеми. Еліза вдирається в будинок Алекса.                                |    |                                                            |            |                                             |                   |
| 4 | 4  | «Монстр у родині» «El monstruo de la familia»              | Девід Руїс | Хосе Ігнасіо Валенсуела, Розаріо Валенсуела | 24 березня 2021   |
| Родольфо навідує Алекса й дізнається приголомшливі подробиці смерті Сари. Еліза хоче, щоб Алекс їй довіряв, але спочатку вона має пройти перевірку.                       |    |                                                            |            |                                             |                   |
| 5 | 5  | «Я тебе підстрахую» «Seguro de vida»                       | Девід Руїс | Хосе Ігнасіо Валенсуела, Розаріо Валенсуела | 24 березня 2021   |
| Тягар таємниць сім’ї Ласкано вимагає від Елроя забагато жертв. Еліза й Алекс ідуть на бал-маскарад у казино.                                                              |    |                                                            |            |                                             |                   |
| 6 | 6  | «Полювання» «Cacería»                                      | Девід Руїс | Хосе Ігнасіо Валенсуела, Розаріо Валенсуела | 24 березня 2021   |
| На маскараді розкривається темна сторона Сесара, і члени родини Ласкано змінюють своє ставлення до ситуації. Проблемне минуле Елроя перестає бути таємницею.              |    |                                                            |            |                                             |                   |
| 7 | 7  | «Страх і вина» «El miedo y la culpa»                       | Девід Руїс | Хосе Ігнасіо Валенсуела, Розаріо Валенсуела | 24 березня 2021   |
| Алекс разом із братами й сестрою Ласкано їдуть у фамільний маєток. Про події на маскараді стає відомо широкій публіці. Імперія казино Сесара починає розвалюватися.       |    |                                                            |            |                                             |                   |
| 8 | 8  | «Тут утілюються мрії» «Donde los sueños se hacen realidad» | Девід Руїс | Хосе Ігнасіо Валенсуела, Розаріо Валенсуела | 24 березня 2021   |
| З’являється ще один підозрюваний у смерті Сари. Чема на сімейній вечері ділиться несподіваними новинами, але її сюрприз перекривається неочікуваним розкриттям таємниці.  |    |                                                            |            |                                             |                   |
| 9 | 9  | «Спостерігати, як палає світ» «Ver el mundo arder»         | Девід Руїс | Хосе Ігнасіо Валенсуела, Розаріо Валенсуела | 24 березня 2021   |
| Алекс і Родолфо порпаються в минулому, щоб дізнатися, хто така Діана-мисливиця. Еліза допомагає Бруно зрозуміти, що сталося з Імарою.                                     |    |                                                            |            |                                             |                   |
| 10 | 10 | «Дві могили» «Dos tumbas»                                  | Девід Руїс | Хосе Ігнасіо Валенсуела, Розаріо Валенсуела | 24 березня 2021   |
| Кадри з минулого розкривають події того фатального дня 2001 року. Щоденник Сари мав би відкрити таємницю її смерті, але приголомшлива знахідка в стіні свідчить про інше. |    |                                                            |            |                                             |                   |

### Сезон 2 (2021)
| № | # | Назва                                             | Режисер    | Сценарист                                   | Перший ефір у США |
| --- | - | ------------------------------------------------- | ---------- | ------------------------------------------- | ----------------- |
| 11 | 1 | «Дві сторони Сари» «Las dos caras de Sara»        | Девід Руїс | Хосе Ігнасіо Валенсуела, Розаріо Валенсуела | 19 травня 2021    |
| На задньому подвір’ї знайшли тіло. Алекс може знову потрапити до в’язниці. Щоб довести свою невинність, він звертається по допомогу до психіатра Сари.             |   |                                                   |            |                                             |                   |
| 12 | 2 | «Кров на їхніх руках» «Sangre en las manos»       | Девід Руїс | Хосе Ігнасіо Валенсуела, Розаріо Валенсуела | 19 травня 2021    |
| Лоренцо погоджується бути адвокатом Алекса. Маріана вирішує, що робити з Елроєм. Еліза постраждала під час сутички Алекса і Сесара.                                |   |                                                   |            |                                             |                   |
| 13 | 3 | «Крах» «Derrumbe»                                 | Девід Руїс | Хосе Ігнасіо Валенсуела, Розаріо Валенсуела | 19 травня 2021    |
| Алекс одержимий помстою, тому Елізі доводиться прийняти важливе рішення. Мончо проникає в дім Чеми й Лоренцо. Сара дізнається приголомшливу правду про себе.       |   |                                                   |            |                                             |                   |
| 14 | 4 | «Усе залежить від тебе» «Todo queda en tus manos» | Девід Руїс | Хосе Ігнасіо Валенсуела, Розаріо Валенсуела | 19 травня 2021    |
| Через 6 місяців Алекс дізнається, чиє тіло знайшли в нього на подвір’ї. Сесар зникає, а Еліза повертається з Європи.                                               |   |                                                   |            |                                             |                   |
| 15 | 5 | «Мертві говорять» «Los muertos hablan»            | Девід Руїс | Хосе Ігнасіо Валенсуела, Розаріо Валенсуела | 19 травня 2021    |
| Алекс допомагає Лоренцо й Чемі розібратися з наслідками подій у їхньому будинку. Серхіо шкодить Елізі, щоб помучити Сесара. Нікандро зустрічається з Маріфер.      |   |                                                   |            |                                             |                   |
| 16 | 6 | «Це особисте» «Esto es personal»                  | Девід Руїс | Хосе Ігнасіо Валенсуела, Розаріо Валенсуела | 19 травня 2021    |
| Офіцерка поліції приходить в офіс Лоренцо, щоб розпитати про Мончо. Маріфер розкриває Нікандро її план щодо пошуків матері. Алекс зосереджується на пошуках Елізи. |   |                                                   |            |                                             |                   |
| 17 | 7 | «Ми ніколи не були друзями» «Nunca fuimos amigos» | Девід Руїс | Хосе Ігнасіо Валенсуела, Розаріо Валенсуела | 19 травня 2021    |
| У кадрах із минулого показують, як пов’язані Сара й Маріфер. Брат Мончо мститься. Нікандро передає Алексу докази того, що Сара жила подвійним життям.              |   |                                                   |            |                                             |                   |
| 18 | 8 | «Я вбив Сару» «Yo maté a Sara»                    | Девід Руїс | Хосе Ігнасіо Валенсуела, Розаріо Валенсуела | 19 травня 2021    |
| У шафі Сари заховано відеокасету, яка стає головним доказом. Усі починають розуміти, що шукали вбивцю не там.                                                      |   |                                                   |            |                                             |                   |

### Сезон 3 (2022)
| № | # | Назва                                                    | Режисер    | Сценарист                                   | Перший ефір у США |
| --- | - | -------------------------------------------------------- | ---------- | ------------------------------------------- | ----------------- |
| 19 | 1 | «Вважається померлою» «Presunción de muerte»             | Девід Руїс | Хосе Ігнасіо Валенсуела, Розаріо Валенсуела | 18 травня 2022    |
| Шукаючи зв’язок між Нікандро та доктором Аланісом, Алекс виявляє основного підозрюваного. Родольфо просить Алекса допомогти притягнути батька до відповідальності. |   |                                                          |            |                                             |                   |
| 20 | 2 | «Комплекс Медузи» «Complejo de Medusa»                   | Девід Руїс | Хосе Ігнасіо Валенсуела, Розаріо Валенсуела | 18 травня 2022    |
| Сара розповідає татові Нікандро про наркобізнес його сина. Рейнальдо пропонує Маріфер угоду. Алекс забезпечує захист для Чеми. Нікандро відвідує Даніелу.          |   |                                                          |            |                                             |                   |
| 21 | 3 | «Живою чи мертвою» «Viva o muerta»                       | Девід Руїс | Хосе Ігнасіо Валенсуела, Розаріо Валенсуела | 18 травня 2022    |
| Прибуття Лусії спрямовує розслідування Алекса в іншому напрямку. За справу Чеми береться новий адвокат. Сесар приходить до будинку Алекса за своїми грошима.       |   |                                                          |            |                                             |                   |
| 22 | 4 | «Вітаємо в Центрі Медузи» «Bienvenidos al Centro Medusa» | Девід Руїс | Хосе Ігнасіо Валенсуела, Розаріо Валенсуела | 18 травня 2022    |
| Алекс бореться за своє життя в лікарні. Засмучений Чема звертається до мами по допомогу. Спогади розкривають, як Сара стала піддослідною в експерименті Рейнальдо. |   |                                                          |            |                                             |                   |
| 23 | 5 | «Піддослідні щури» «Ratones de laboratorio»              | Девід Руїс | Хосе Ігнасіо Валенсуела, Розаріо Валенсуела | 18 травня 2022    |
| Сара стурбована тим, як її лікують. Вона намагається викрити Рейнальдо. Чему госпіталізують до центру «Медуза». Сесар розповідає Алексу дещо важливе.              |   |                                                          |            |                                             |                   |
| 24 | 6 | «Що сталося із Сарою» «Qué pasó con Sara»                | Девід Руїс | Хосе Ігнасіо Валенсуела, Розаріо Валенсуела | 18 травня 2022    |
| Сесар відвідує Тоню та вдається до радикальних дій, щоб дізнатися про Сару. Чему лікують жахливими методами під наглядом Рейнальдо.                                |   |                                                          |            |                                             |                   |
| 25 | 7 | «Що ти зробила, Саро?» «¿Qué hiciste, Sara?»             | Девід Руїс | Хосе Ігнасіо Валенсуела, Розаріо Валенсуела | 18 травня 2022    |
| Правда про те, що трапилося із Сарою, нарешті розкривається. Алекс востаннє мститься центру «Медуза».                                                              |   |                                                          |            |                                             |                   |